# Gruney
Ne doit pas être confondu avec Grunay ou Sound Gruney.
Gruney est une île des Shetland.